# Big Beach (hrabstwo Richmond)
Big Beach – plaża (beach) w kanadyjskiej prowincji Nowa Szkocja, w hrabstwie Richmond, na północnym wybrzeżu zatoki Inhabitants Bay (45°35′23″N, 61°14′22″W); nazwa urzędowo zatwierdzona 1 marca 1976.